# Jorge Perlingeiro
Jorge Perlingeiro (Rio de Janeiro, 18 de janeiro de 1945) é um locutor e apresentador de televisão e ex presidente da Liga Independente das Escolas de Samba do Rio de Janeiro (LIESA). É filho de Aérton Perlingeiro.
Na década de 1970, comandava as rodas de samba da cantora Beth Carvalho no Rio de Janeiro. Nessa mesma época, já comandava o Samba de Primeira, na época um quadro do programa de seu pai, Aérton, na TV Tupi.
Em 1980 Jorge Perlingeiro liderou uma vigília dos funcionários da TV Tupi tentando, sem sucesso, salvar a emissora, o emprego dele e de seus colegas.
Além de apresentador, Jorge Perlingeiro é também Diretor Social da LIESA, locutor oficial das notas dos jurados nas apurações dos desfiles das escolas de samba do Grupo Especial e foi apresentador dos desfiles das escolas de samba do Grupo de acesso A. Jorge também é famoso pela criação do bordão "só se for agora", usado em seu programa e por ser a atual narração do tradicional "Dez, nota dez", expressão popularizada por Carlos Imperial, utilizada na apuração das notas das escolas de samba.

## Monumento linguístico
Em 2015, um decreto assinado pelo então prefeito Eduardo Paes considerou a expressão "Dez, Nota Dez", "na voz e no modo de falar de Jorge Perlingeiro", "potencialmente um dos principais e mais tradicionais 'Monumentos Linguísticos' do Carnaval Carioca", incluindo-a no chamado "Cadastro do Modo de Falar Carioca".